# Rajon Wyssokopillja
Der Rajon Wyssokopillja (ukrainisch Високопільський район/Wyssokopilskyj rajon; russisch Высокопольский район/Wyssokopolski rajon) war ein Rajon in der Oblast Cherson im Süden der Ukraine. Zentraler Ort des Rajons war die namensgebende Siedlung städtischen Typs Wyssokopillja.

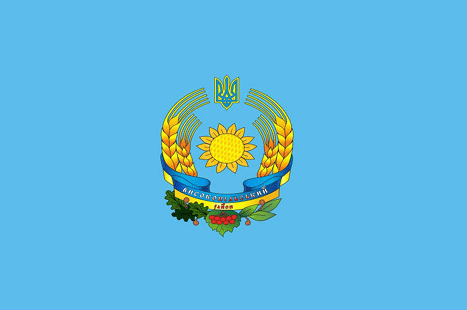
Flagge des Rajons

## Geschichte
Der Rajon wurde 1926 gegründet, nach der Besetzung durch deutsche Truppen wurde das Rajonsgebiet 1942 in das Reichskommissariat Ukraine eingegliedert und lag hier im Generalbezirk Nikolajew, Kreisgebiet Alexanderstadt. Nach dem Ende des Zweiten Weltkriegs kam es wieder zur Sowjetunion/Ukrainische SSR, seit 1991 ist er Teil der heutigen Ukraine.
Am 17. Juli 2020 kam es im Zuge einer großen Rajonsreform zum Anschluss des Rajonsgebietes an den Rajon Beryslaw.

## Geographie
Das ehemalige Rajonsgebiet liegt im Norden der Oblast Cherson im Schwarzmeertiefland und ist sehr flach, es ergeben sich Höhenlagen zwischen 80 und 90 Metern. Durch das Rajonsgebiet fließt der Fluss Inhulez in Nord-Süd-Richtung.
Der Rajon grenzte im Norden an den Rajon Schyroke (in der Oblast Dnipropetrowsk), im Nordosten an den Rajon Apostolowe (Oblast Dnipropetrowsk), im Osten an den Rajon Nowoworonzowka, im Süden an die Rajon Welyka Oleksandriwka sowie im Südwesten an den Rajon Beresnehuwate (in der Oblast Mykolajiw).

## Administrative Gliederung
Auf kommunaler Ebene war der Rajon in 2 Siedlungsratsgemeinden, 1 Landgemeinde und 6 Landratsgemeinden unterteilt, denen jeweils einzelne Ortschaften untergeordnet waren.
Zum Verwaltungsgebiet gehörten:
- 2 Siedlungen städtischen Typs
- 34 Dörfer

### Siedlungen städtischen Typs
| Siedlungen städtischen Typs | Siedlungen städtischen Typs | Siedlungen städtischen Typs    |
| Name                        | Name                        | Name                           |
| ukrainisch transkribiert    | ukrainisch                  | russisch                       |
| --------------------------- | --------------------------- | ------------------------------ |
| Wyssokopillja               | Високопілля                 | Высокополье (Wyssokopolje)     |
| Archanhelske                | Архангельське               | Архангельское (Archangelskoje) |

### Dörfer
| Dörfer                                       | Dörfer                       | Dörfer                                                                | Dörfer            |
| Name                                         | Name                         | Name                                                                  | Gemeindezuordnung |
| ukrainisch transkribiert                     | ukrainisch                   | russisch                                                              | Gemeindezuordnung |
| -------------------------------------------- | ---------------------------- | --------------------------------------------------------------------- | ----------------- |
| Blahodatne                                   | Благодатне                   | Благодатное (Blagodatnoje)                                            | Saritschne        |
| Blakytne                                     | Блакитне                     | Блакитное (Blakitnoje)                                                | Archanhelske      |
| Dobrjanka                                    | Добрянка                     | Добрянка                                                              | Nowowosnessenske  |
| Fedoriwka                                    | Федорівка                    | Фёдоровка (Fjodorowka)                                                | Mala Schestirnja  |
| Iwaniwka                                     | Іванівка                     | Ивановка (Iwanowka)                                                   | Iwaniwka          |
| Kamjanka                                     | Кам'янка                     | Каменка (Kamenka)                                                     | Kotschubejiwka    |
| Knjasiwka                                    | Князівка                     | Князевка (Knjasewka)                                                  | Wyssokopillja     |
| Kostyrka                                     | Костирка                     | Костырка                                                              | Nowowosnessenske  |
| Kotschubejiwka                               | Кочубеївка                   | Кочубеевка (Kotschubejewka)                                           | Kotschubejiwka    |
| Krasniwka                                    | Краснівка                    | Красновка (Krasnowka)                                                 | Kotschubejiwka    |
| Mala Schestirnja                             | Мала Шестірня                | Малая Шестерня (Malaja Schesternja)                                   | Mala Schestirnja  |
| Marjine                                      | Мар'їне                      | Марьино (Marjino)                                                     | Saritschne        |
| Mykilske                                     | Микільське                   | Никольское (Nikolskoje)                                               | Kotschubejiwka    |
| Mykolajiwka                                  | Миколаївка                   | Николаевка (Nikolajewka)                                              | Iwaniwka          |
| Natalyne                                     | Наталине                     | Наталино (Natalino)                                                   | Kotschubejiwka    |
| Nowa Schestirnja (bis 2016 Petriwskoje)      | Нова Шестірня (Петрівське)   | Новая Шестерня (Nowaja Schesternja)/Петровское (Petrowskoje)          | Kotschubejiwka    |
| Nowobratske                                  | Новобратське                 | Новобратское (Nowobratskoje)                                          | Kotschubejiwka    |
| Nowohryhoriwske                              | Новогригорівське             | Новогригоровское (Nowogrigorowskoje)                                  | Mala Schestirnja  |
| Nowomykolajiwka                              | Новомиколаївка               | Новониколаевка (Nowonikolajewka)                                      | Nowomykolajiwka   |
| Nowopetriwka                                 | Новопетрівка                 | Новопетровка (Nowopetrowka)                                           | Nowopetriwka      |
| Nowowosnessenske                             | Нововознесенське             | Нововознесенское (Nowowosnessenskoje)                                 | Nowowosnessenske  |
| Olhyne                                       | Ольгине                      | Ольгино (Olgino)                                                      | Nowopetriwka      |
| Orlowe                                       | Орлове                       | Орлово (Orlowo)                                                       | Kotschubejiwka    |
| Potjomkyne                                   | Потьомкине                   | Потёмкино (Potjomkino)                                                | Wyssokopillja     |
| Pryhirja                                     | Пригір'я                     | Пригорье (Prigorje)                                                   | Kotschubejiwka    |
| Riwnopillja                                  | Рівнопілля                   | Ровнополье (Rownopolje)                                               | Kotschubejiwka    |
| Rosiwka                                      | Розівка                      | Розовка (Rosowka)                                                     | Kotschubejiwka    |
| Sahradiwka                                   | Заградівка                   | Заградовка (Sagradowka)                                               | Kotschubejiwka    |
| Saritschne                                   | Зарічне                      | Заречное (Saretschnoje)                                               | Saritschne        |
| Switliwka                                    | Світлівка                    | Светловка (Swetlowka)                                                 | Kotschubejiwka    |
| Swobodne                                     | Свободне                     | Свободное (Swobodnoje)                                                | Kotschubejiwka    |
| Topolyne                                     | Тополине                     | Тополиное (Topolinoje)                                                | Wyssokopillja     |
| Tschereschnewe (bis 2016 Tscherwonoarmijske) | Черешневе (Червоноармійське) | Черешневое (Tschereschnewoje)/Червоноармейское (Tscherwonoarmeiskoje) | Nowomykolajiwka   |
| Weremijiwka                                  | Вереміївка                   | Веремиевка (Weremijewka)                                              | Nowowosnessenske  |